# Agrotis arenicola
Agrotis arenicola là một loài bướm đêm trong họ Noctuidae.